# Loenen-Kronenburg
Loenen-Kronenburg is een voormalig gerecht en gemeente in Holland die tegenwoordig deel uitmaakt van de gemeente Stichtse Vecht in de provincie Utrecht. Loenen-Kronenburg wordt ook wel Loenen-Hollands genoemd.

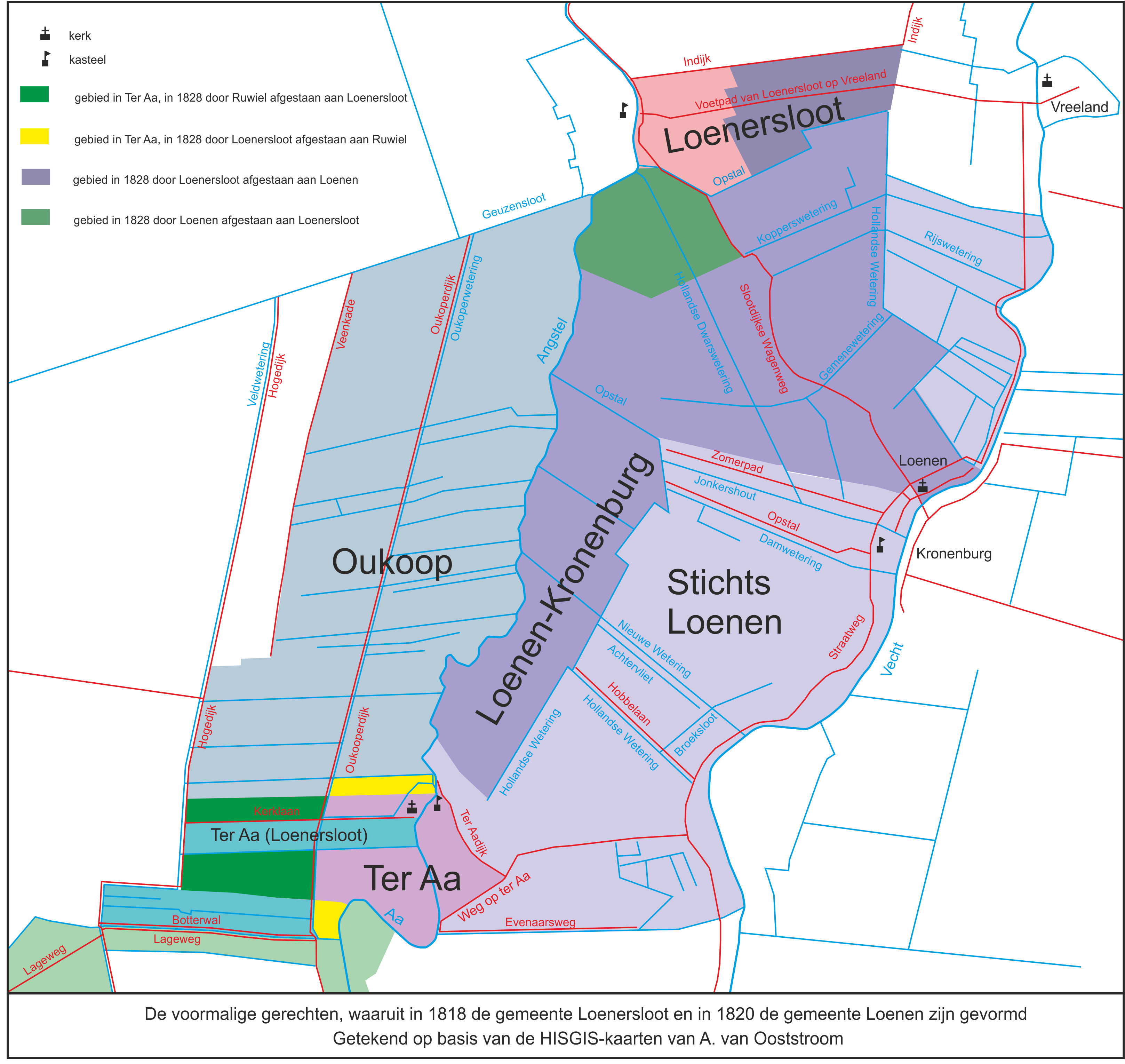

Het gerecht Loenen-Kronenburg ontstond in 1297 toen een deel van Loenen, Hollands grondgebied werd en de rest Utrechts (Stichts) gebied bleef. Deze splitsing was ontstaan toen de bisschop van Utrecht en graaf Jan van Holland in 1297 een overeenkomst sloten, waarbij zij de zeggenschap over de landen rondom Loenen onderling verdeelden. Een groot gedeelte van het land dat behoorde tot Kasteel Kronenburg kwam in handen van de graaf van Holland na de moord op Floris V. Tussen het land van Holland aan de overzijde van de Vecht en het nieuwe Hollandse bezit werd een strook land ook aan Holland overgedragen. Deze strook, tezamen met de onteigende landen vormden vanaf dat moment het gerecht Loenen-Kronenburg, ook wel Loenen-Hollands genoemd. Loenen-Kronenburg kwam vanaf dat moment in handen van de heren van Kronenburg, als leen van de graaf van Holland. Wat de rechtspraak betreft viel het gebied onder het baljuwschap van de beide Loosdrechten, Mijnden, Teckop en Loenen. Het kasteel Kronenburg lag zelf in Stichts Loenen.
Alhoewel in 1714 Stichts Loenen door koop in particuliere handen overging en in 1754 beide gerechten zelfs in handen van de heer van Kronenburg kwamen, is Loenen op rechterlijk en bestuurlijk gebied tot 1795 gescheiden gebleven.
Bij decreet van Napoleon van 21 oktober 1811 werden Loenen-Kronenburg (Hollands), Stichts Loenen, ook wel Loenen-Statengerecht of Loenen-Nieuwersluis genoemd, Loenersloot-Oukoop-Ter Aa, Breukelerwaard en Mijnden per 1 januari 1812 verenigd tot één gemeente Loenen. Na het herkrijgen van de Nederlandse onafhankelijkheid werden ook de oude provincies weer hersteld en daarom werd de gemeente Loenen-Kronenburg gevormd, bestaande uit het oude gerecht en het gerecht Mijnden (Koninklijk Besluit van 1 mei 1817). Deze gemeente maakte deel uit van de provincie Holland. Omdat de oude provincies onwerkbaar bleken werd de gemeente per 1 oktober 1819 bij de provincie Utrecht gevoegd, waarna omstreeks 1 januari 1820 Loenen-Kronenberg werd opgeheven. Het oude gerecht kwam bij de nieuwe gemeente Loenen en Mijnden werd bij de gemeente Loosdrecht gevoegd (wet van 19 mei 1819). In 1828 werd een deel van het oude gerecht door Loenen afgestaan aan Loenersloot in ruil voor het oostelijk deel van het oude gerecht Loenersloot. Deze ruil kwam tot stand om Loenersloot tot een aaneengesloten gebied om te vormen. Zo ontstond de gemeente Loenen, die op 1 januari 2011 opgegaan is in de gemeente Stichtse Vecht.